# فیلم در ۲۰۲۵
فیلم در ۲۰۲۵، رویدادهایی از جمله مراسم‌های اهدای جوایز و جشنواره‌ها، فهرستی از فیلم‌های منتشرشده و همچنین مرگ‌ها را مرور می‌کند. شوچیکو ۱۳۰امین سالگرد، ریپابلیک پیکچرز و استودیوهای قرن بیستم ۹۰امین سالگرد و استودیو جیبلی ۴۰امین سالگرد خود را جشن خواهند گرفت. نخستین فیلم موزیکال مترو گلدوین میر به نام نوای برادوی (۱۹۲۹) که به عنوان اولین فیلم ناطق برندهٔ جایزه اسکار بهترین فیلم نیز شناخته می‌شود، در این سال وارد مالکیت عمومی خواهد شد.

## پرفروش‌ترین فیلم‌ها
فیلم‌هایی را نشان می‌دهد که هم‌اکنون در سینماهای جهان در حال پخش می‌باشند.
| رتبه | فیلم                             | پخش‌کننده                 | فروش جهانی     |
| ---- | -------------------------------- | ------------------------ | -------------- |
| ۱    | نژا ۲                            | Beijing Enlight Pictures | $۲٬۲۱۶٬۹۹۰٬۰۰۰ |
| ۲    | لیلو و استیچ                     | دیزنی                    | $۱٬۰۱۰٬۶۴۰٬۶۵۳ |
| ۳    | یک فیلم ماینکرفت                 | برادران وارنر            | $۹۵۵٬۱۴۹٬۱۹۵   |
| ۴    | تولد دوباره دنیای ژوراسیک        | پیکچرز                   | $۷۱۸٬۳۵۲٬۴۴۰   |
| ۵    | چگونه اژدهای خود را تربیت کنیم   | پیکچرز                   | $۶۰۵٬۹۰۶٬۶۱۵   |
| ۶    | مأموریت: غیرممکن – روزشمار نهایی | پارامونت                 | $۵۹۲٬۰۸۵٬۶۲۷   |
| ۷    | اف۱                              | برادران وارنر / اپل      | $۵۰۹٬۶۵۱٬۹۰۷   |
| ۸    | سوپرمن                           | برادران وارنر            | $۵۰۲٬۷۰۱٬۵۷۸   |
| ۹    | کارآگاه محله چینی‌ها ۱۹۰۰         | Wanda Pictures           | $۵۰۳٬۴۶۰٬۰۰۰   |
| ۱۰   | کاپیتان آمریکا: دنیای جدید شجاع  | دیزنی                    | $۴۱۵٬۱۰۱٬۵۷۷   |

## رویدادها

### مراسم‌های جوایز
| تاریخ     | رویداد                               | میزبان                                     | مکان(ها)                                | منابع  |
| --------- | ------------------------------------ | ------------------------------------------ | --------------------------------------- | ------ |
| ۵ ژانویه  | هشتاد و دومین مراسم گلدن گلوب        | جوایز گلدن گلوب                            | بورلی هیلز، کالیفرنیا، ایالات متحده     | [ ۴ ]  |
| ۱۲ ژانویه | سی‌امین جوایز فیلم منتخب منتقدان      | انجمن منتخب منتقدان                        | سانتا مونیکا، کالیفرنیا، ایالات متحده   | [ ۵ ]  |
| ۲ فوریه   | پنجاه و دومین جوایز ساترن            | آکادمی فیلم‌های علمی-تخیلی، فانتزی و ترسناک | یونیورسال سیتی، کالیفرنیا، ایالات متحده |        |
| ۸ فوریه   | سی و نهمین جوایز گویا                | آکادمی علوم و هنرهای سینمایی اسپانیا       | گرانادا، اندلس، اسپانیا                 | [ ۶ ]  |
| ۸ فوریه   | پنجاه و دومین جوایز آنی              | آسیفا-هالیوود                              | لس آنجلس، کالیفرنیا، ایالات متحده       | [ ۷ ]  |
| ۱۶ فوریه  | هفتاد و هشتمین دوره جوایز بفتا       | آکادمی هنرهای فیلم و تلویزیون بریتانیا     | لندن، انگلیس، بریتانیا                  | [ ۸ ]  |
| ۲۳ فوریه  | سی و یکمین جوایز انجمن بازیگران فیلم | سگ-افترا                                   | لس آنجلس، کالیفرنیا، ایالات متحده       | [ ۹ ]  |
| ۱ مارس    | چهل و پنجمین دوره جوایز تمشک طلایی   | بنیاد جوایز تمشک طلایی                     | لس آنجلس، کالیفرنیا، ایالات متحده       |        |
| ۲ مارس    | نود و هفتمین دوره جوایز اسکار        | آکادمی علوم و هنرهای سینما                 | لس آنجلس، کالیفرنیا، ایالات متحده       | [ ۱۰ ] |